# رينات سوكولوف
رينات سوكولوف هو لاعب كرة قدم روسي في مركز حراسة المرمى، ولد في 3 سبتمبر 1984 في أوريخوفو-زويفو في روسيا. لعب مع نادي تيومين ‏.